# Дережани
Дережани су насељено место у саставу Града Иванић Града, у Загребачкој жупанији, Хрватска.

## Становништво
| Националност       | 1991.        |
| Хрвати             | 158 (91,32%) |
| Срби               | 8 (4,62%)    |
| Југословени        | 5 (2,89%)    |
| остали и непознато | 2 (1,15%)    |
| Укупно             | 173          |